# Túnel de vento supersônico

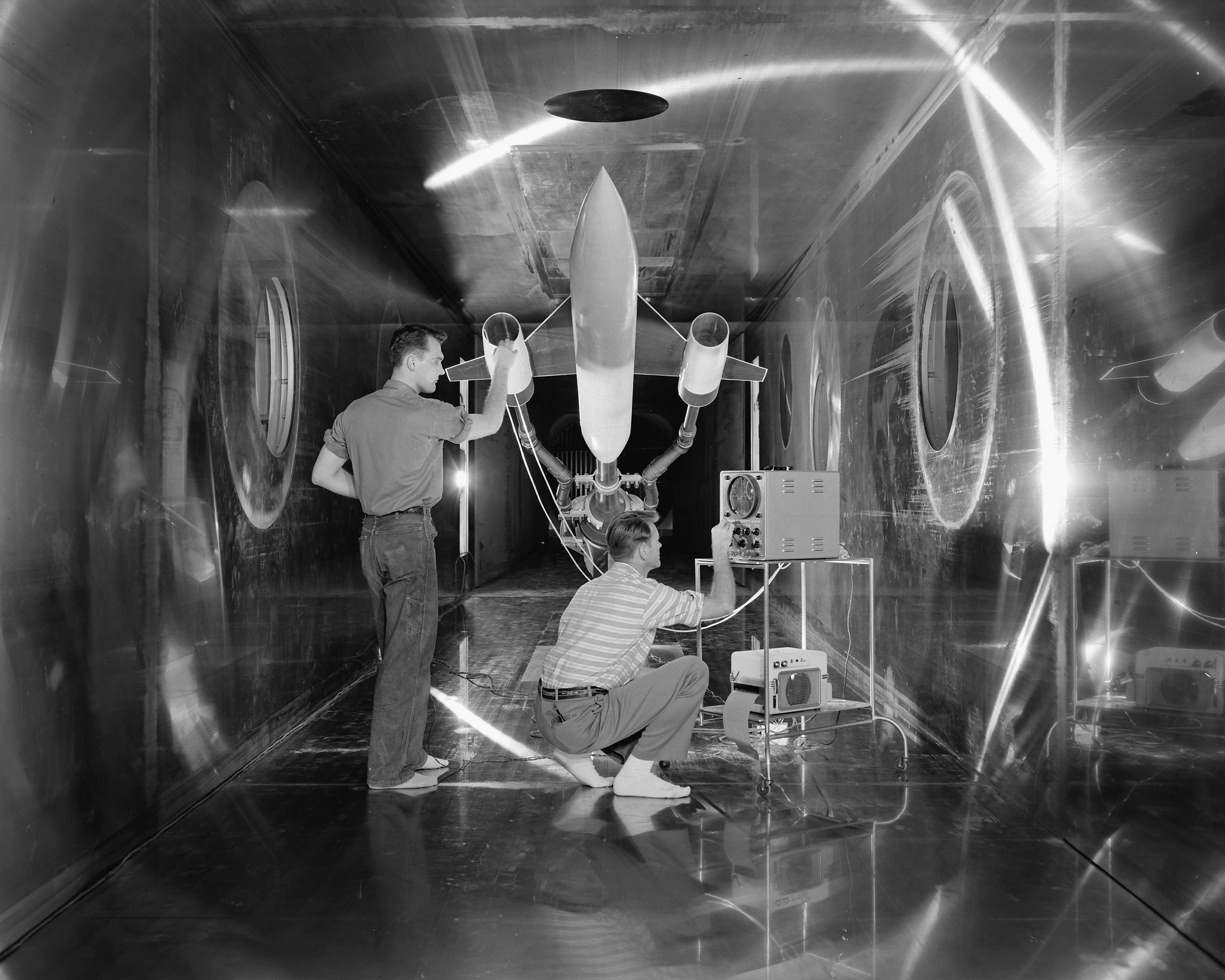
Engenheiros verificam um modelo de aeronave antes de um teste no túnel de vento supersônico no "Lewis Flight Propulsion Laboratory".

Um túnel de vento supersônico é um túnel de vento que produz velocidades supersônicas (1,2<M<5). O número de Mach e o fluxo são determinados pela geometria do bocal. O número de Reynolds varia alterando o nível de densidade (pressão na câmara de decantação). Portanto, uma alta razão de pressão é necessária (para um regime supersônico em M=4, essa razão é da ordem de 10). Além disso, pode ocorrer condensação de umidade ou mesmo liquefação de gás se a temperatura estática ficar fria o suficiente. Isso significa que um túnel de vento supersônico geralmente precisa de uma instalação de secagem ou pré-aquecimento. Um túnel de vento supersônico tem uma grande demanda de energia, então a maioria é projetada para operação intermitente em vez de contínua.

## Histórico
O primeiro túnel de vento supersônico trabalhando de acordo com o princípio do vácuo para uma seção transversal de 100 × 100 mm² com um número de Mach variável até Ma = 3,3 foi desenvolvido por Rudolf Hermann (1904-1991) no departamento de Aerodinâmica dirigido pelo aluno de Prandtl, Carl Wieselsberger (1887-1941) no Instituto do TH Aachen e colocado em operação em 1935. Hermann realizou os primeiros testes de estabilidade aerodinâmica em modelos de foguetes A3 neste túnel de vento em 1936 coordenado por Wernher von Braun.
A partir de abril de 1937, Hermann montou seu próprio instituto de aerodinâmica para um túnel de vento supersônico com uma seção transversal de 400 × 400 mm² e números de Mach Ma > 4 no Centro de Pesquisas do Exército de Peenemünde. Com isso, o design aerodinâmico do A-5 e do A-4 foi otimizado. Em 1944, este túnel de vento foi transferido para Kochel am See. No final de 1945, foi desmantelado pelas forças americanas e levado para White Oak, Maryland, como espólio de guerra.